# Åmmebergs järnväg
Åmmebergs järnväg (ÅJ) var en järnväg mellan Åmmeberg och Zinkgruvan i Hammars socken i Närke. Järnvägens längd var 11 km och spårvidden var 1435 mm. Järnvägen hade ingen anslutning med det övriga järnvägsnätet i Sverige.

## Historia
Vieille Montagne, ett belgiskt bolag, köpte 1857 gruvorna på hemmanen Isåsens samt Övre och Nedre Knalla i nuvarande Zinkgruvan. Bolaget erhöll tillstånd att bygga järnvägen den 2 februari 1858 mellan anrikningsanläggningen i Åmmeberg och Isåsens zinkgruvor och arbetet startade under slutet av 1850-talet Banan öppnade den 1 juni 1863 för enskild trafik och kostade 413 000 riksdaler att bygga och fordon köptes för 130 000 riksdaler.
Järnvägen fick tillstånd för allmän godstrafik den 23 april 1889 under namnet Åmmeberg-Vetterns jernväg. Stickspåret till Knallagruvan fick koncession den 27 januari 1888 och öppnades den 23 april 1889.
De ursprungliga rälerna var av järn med rälsvikten 26,5 kg/m som 1897 helt hade ersatts av stålräls med vikten 31,5 kg/m.
Den förädlade produkten från anrikningsverket gick inte via järnväg utan transporterades med båt från hamnen i Åmmeberg till Hisingen i Göteborg via Göta kanal.

## Fordon

### Lok
Det första ångloket Carlsund tillverkades av Motala Verkstad 1862 inför banans öppnande. Ytterligare ett tanklok köptes 1892 från Nydqvist & Holm AB. Det kallades Åmmeberg och finns bevarat i lokstallet i Åmmeberg. Det första motorloket köptes 1940 från Klöckner-Humboldt-Deutz AG. Under 1930-talet hade lok med 600 mm spårvidd köpts från samma bolag för transporter vid anrikningsverket och i gruvan. Ett bensindrivet lok med lastflak köptes 1955 från John Bergman & Son Mekanisk Verkstad AB i Motala. Det sista loket Z65 köptes 1965 från Kalmar Verkstad.

### Malmvagnar
Bolaget hade 30 malmvagnar 1889. Vagnarna var obromsade och en bromsvagn medföljde tåget. I mitten av 1960-talet tillverkade Hilding Carlssons Mekaniska Verkstad sex tvåaxlade malmvagnar med Willison automatkoppel.

## Nedläggning
Det nya anrikningsverket i Zinkgruvan som togs i bruk 1977 behövde vatten. En vattenledning skulle byggas i banvallen och malmtransporten på järnväg upphörde mellan Zinkgruvan och Åmmeberg den 12 juli 1975. Sträckan revs samma år.  Trafiken mellan Knalla och Zinkgruvan upphörde 1970 och spåren revs 1973.

## Nutid
Efter att det nya anrikningsverket öppnade transporteras den anrikade zinkmalmen till Otterbäcken med lastbil. Otterbäcken hade haft omlastningen mellan fartyg sedan mitten på 1960-talet. I Åmmeberg finns det ett motionsspår på en del av banan.

## Källhänvisningar
1. ↑  ”Vieille-Montagne”. Nordisk familjebok 1893. https://runeberg.org/nfaq/0450.html. Läst 2 december 2012.
2. ↑  ”Örebro län 1886-1890”. Kungl. Maj.ts Befallningshafvandes femårsberättelser. SCB. http://www.scb.se/Grupp/Hitta_statistik/Historisk_statistik/_Dokument/BISOS%20H/Befallningshavandes%20femarsberattelser%20H%20Orebro%20lan%20Historisk%20statistik%201800-talet%201886%201887%201888%201889%201890.pdf. Läst 1 december 2012.
3. ↑  ”Örebro län 1856-1860”. Kungl. Maj.ts Befallningshafvandes femårsberättelser. SCB. http://www.scb.se/Grupp/Hitta_statistik/Historisk_statistik/_Dokument/BISOS%20H/Befallningshavandes%20femarsberattelser%20H%20Orebro%20lan%20Historisk%20statistik%201800-talet%201856%201857%201858%201859%201860.pdf. Läst 1 december 2012.
4. ↑  ”Järnvägar i historien”. Sveriges Järnvägars historia - databank Utgåva 1 -- 1996-03-31. Historiskt om Svenska Järnvägar. http://www.historiskt.nu/bandata/bandelsdata/LOK-reg/H1860.htm#%C3%A5r1860. Läst 2 december 2012.
5. ↑  ”Örebro län 1861-1865”. Kungl. Maj.ts Befallningshafvandes femårsberättelser. SCB. http://www.scb.se/Grupp/Hitta_statistik/Historisk_statistik/_Dokument/BISOS%20H/Befallningshavandes%20femarsberattelser%20H%20Orebro%20lan%20Historisk%20statistik%201800-talet%201861%201862%201863%201864%201865.pdf. Läst 1 december 2012.
6. 1 2  ”Väg- och Vattenbyggnadsstyrelsens S) Allmänna arbeten 1889” (PDF). BiSOS. Statistiska centralbyrån. http://www.scb.se/Grupp/Hitta_statistik/Historisk_statistik/_Dokument/BISOS%20S/Allmanna%20arbeten%20S%20Historisk%20statistik%201800-talet%201889.pdf. Läst 2 december 2012.
7. 1 2 3  ”Åmmebergs järnväg (ÅJ)”. Bra kulturmiljö. http://www.brakulturmiljo.se/jvg/aj.htm. Läst 3 december 2012.
8. ↑  ”Väg- och Vattenbyggnadsstyrelsens S) Allmänna arbeten 1896” (PDF). BiSOS. Statistiska centralbyrån. sid. 60. http://www.scb.se/Grupp/Hitta_statistik/Historisk_statistik/_Dokument/BISOS%20S/Allmanna%20arbeten%20S%20Historisk%20statistik%201800-talet%201896.pdf. Läst 3 februari 2012.
9. ↑  ”Väg- och Vattenbyggnadsstyrelsens S) Allmänna arbeten 1897” (PDF). BiSOS. Statistiska centralbyrån. sid. 66. http://www.scb.se/Grupp/Hitta_statistik/Historisk_statistik/_Dokument/BISOS%20S/Allmanna%20arbeten%20S%20Historisk%20statistik%201800-talet%201897.pdf. Läst 3 februari 2012.
10. ↑  ”Örebro län 1866-1870”. Kungl. Maj.ts Befallningshafvandes femårsberättelser. SCB. http://www.scb.se/Grupp/Hitta_statistik/Historisk_statistik/_Dokument/BISOS%20H/Befallningshavandes%20femarsberattelser%20H%20Orebro%20lan%20Historisk%20statistik%201800-talet%201866%201867%201868%201869%201870.pdf. Läst 1 december 2012.
11. ↑  ”Ånglok tillverkade av Motala”. Historiskt om Svenska Järnvägar. http://www.historiskt.nu/rullande/lokbyggandet/lok_motala.html. Läst 2 december 2000.
12. ↑  ”Ånglok tillverkade av Nydqvist & Holm”. Historiskt om Svenska Järnvägar. http://www.historiskt.nu/rullande/lokbyggandet/lok_nydqvist&holm_05.html. Läst 3 december 2012.
13. ↑  ”KLÖCKNER-HUMBOLDT-DEUTZ AG, Köln, Tyskland (KHD)”. Svenska Industrilok. IndustriBaneFöreningen. http://industribanor.se/dokument/loklistor/summary/2-loklistor/15-allgemeine-elektricit%C3%A4ts-gesellschaft-berlin-tyskland-aeg. Läst 3 december 2012.[död länk]
14. ↑  ”JOHN BERGMAN & SON MEKANISK VERKSTAD, Motala (JB)”. Svenska Industrilok. IndustriBaneFöreningen. http://industribanor.se/dokument/loklistor/summary/2-loklistor/70-john-bergman-son-mekanisk-verkstad-motala-jb. Läst 3 december 2012.[död länk]
15. ↑  ”KALMAR VERKSTADS AB, Kalmar (KVAB)”. IndustriBaneFöreningen. Arkiverad från originalet den 22 augusti 2010. https://web.archive.org/web/20100822070639/http://www.veteranlastbilar.se/phpBB3/viewtopic.php?f=29&t=2124. Läst 3 december 2012.
16. ↑  ”Tågbroms från 1966”. Järnvägshistoriskt Forum. 13 augusti 2010. http://www.jvmv2.se/forum/index.php?id=59890. Läst 4 december 2012.
17. ↑  ”Sv: Fler malmvagnar från ovanliga leverantörer?”. Tydal.nu Gamla Postvagnen. 20 januari 2005. http://www.tydal.nu/postvagnen/470755.htm. Läst 4 december 2012.
18. ↑  ”Ämnen och material av riksintresse enligt miljöbalken”. Länsstyrelsen i Örebro län. 14 december 2005. Arkiverad från originalet den 19 juni 2013. https://web.archive.org/web/20130619150234/http://www.sgu.se/dokument/riksintressen/46_1299_2003.pdf. Läst 3 december 2012.
19. ↑  Ardhage, Sven-Eric. ”Kring Åmmeberg och Zinkgruvan”. Ur STF:s årsskrift 1975 (Närke).. Arkiverad från originalet den 12 oktober 2007. https://web.archive.org/web/20071012081424/http://www.k1q.net/skarn/articles/article50.pdf. Läst 4 december 2012.
20. 1 2  ”Järnvägar i historien 1970-talet”. Sveriges Järnvägars historia - databank Utgåva 1 - 1996-03-31. Historiskt om Svenska Järnvägar. http://www.historiskt.nu/bandata/bandelsdata/LOK-reg/H1960.htm#%C3%A5r1970. Läst 3 december 2012.
21. ↑  ”Zinkgruvan valde Vänerhamn”. Nyhetsbrev Nr 4 2009. Vänerhamn AB. Arkiverad från originalet den 19 augusti 2010. https://web.archive.org/web/20100819164707/http://www.vanerhamn.se/svenska/sidor/vh%20nyhetsbrev%204-09%20vers%202_id492.pdf. Läst 3 december 2012.